# Megalothorax minimus
Megalothorax minimus är en urinsektsart som beskrevs av Willem 1900. Megalothorax minimus ingår i släktet Megalothorax och familjen dvärghoppstjärtar. Arten är reproducerande i Sverige. Inga underarter finns listade i Catalogue of Life.